# Суржекей — янгол смерті
«Суржекей — янгол смерті» — радянський художній фільм 1991 року, знятий режисером Даміром Манабаєвим на студії «Катарсіс».

## Сюжет
1930-ті роки, Казахстан. Неписьменний кочівник Суржекей стає «провідником» політики колективізації. «Я для вас закон», — кричить він і карає кожного, хто робить не так, як йому здається правильним.

## У ролях
- Мейрман Нурекєєв — Суржекей
- Нурмухан Жантурін — Пахраддін
- Жумахан Абдикадиров — Азберген
- Бахитжан Альпеїсов — Шеге
- Жанас Іскаков — Жорга Курен
- Каргамбай Сатаєв — епізод
- Ж. Джабішев — епізод
- Г. Косшибаєва — епізод
- Шамшагуль Мендіярова — епізод
- Бібігуль Джардемалієва — епізод
- Аліман Джангорозова — епізод
- Касим Жакібаєв — епізод
- М. Ільяскаров — епізод
- Зібагуль Каріна — епізод
- М. Медієва — епізод
- Айша Абдулліна — епізод
- Байкенже Бельбаєв — епізод
- Є. Утеулінов — епізод
- Муса Аджибеков — епізод
- Х. Базарбаєв — епізод

## Знімальна група
- Режисер — Дамір Манабаєв
- Сценаристи — Смагул Єлубаєв, Дамір Манабаєв
- Оператор — Болат Сулєєв
- Композитор — Аділь Бестибаєв
- Художник — Сабіт Курманбеков